# ウォルドーフ (メリーランド州)
ウォルドーフ（英: Waldorf）は、アメリカ合衆国メリーランド州のチャールズ郡にある国勢調査指定地域（CDP）。ワシントンD.C.の南37キロメートルに位置している。人口は8万1410人（2020年）。メリーランド州の自治体と比較すると人口第4位の都市となる。

## 歴史

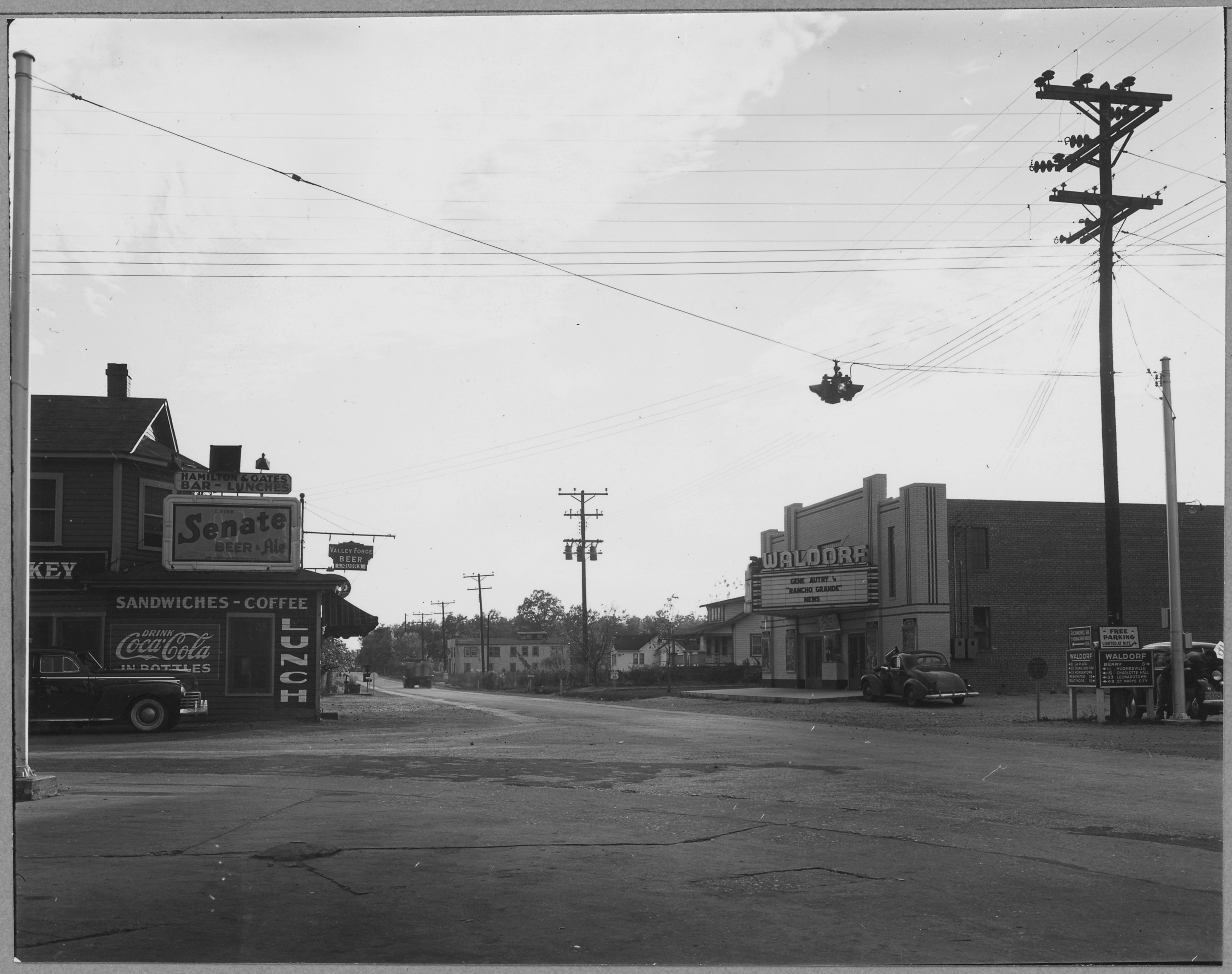
1941年のウォルドーフ

ウォルドーフの当初の名前は「ビーンタウン」だった。1880年、メリーランド州議会が法を制定し、ウィリアム・ウォルドーフ・アスター（1848年-1919年）にちなんで「ウォルドーフ」と改名した。アスターは、ドイツのプファルツ選帝侯領にあるヴァルドルフで生まれ、アメリカに渡って百万長者となったジョン・ジェイコブ・アスター（1763年-1848年）の曾孫だった。1908年7月29日、ミネソタ州ワセカ郡のプラムバレー市が、このメリーランド州ウォルドーフにちなんでウォルドーフに改名した。
ウォルドーフはかつてタバコ市場の村だったが、1949年、スロットマシンがチャールズ郡で合法化され、1950年代はギャンブルの町として著名になった。しかし、1968年にギャンブルが違法に戻され、ブームは終わった。1970年、アメリカ合衆国住宅都市開発省からの融資が、ウォルドーフの南にある大型の計画町セントチャールズの発展を加速させ、ウォルドーフは住宅町としてかなりの成長が始まることになった。
セントキャサリン（邸宅）、すなわちサミュエル・A・マッド医師の家が1974年にアメリカ合衆国国家歴史登録財に指定された。マッドはエイブラハム・リンカーン大統領暗殺事件の陰謀に加担したとされ、有罪になった人物である。

## 経済
ウォルドーフはベッドタウンであり、ワシントンD.C.都市圏の他の地点で働くために通勤する住人が多い。特にアメリカ空軍アンドリュース基地で働く人が多い。ウォルドーフの中での職は主にサービス業や商業の仕事である。近くにある2階建てショッピングモールのセントチャールズ・タウンセンターが1988年にオープンし、2007年に改修された。そのセンターにはメリーランド州内の数郡、ワシントンD.C.、バージニア州の一部から買い物客や、食事をする人を集めており、「南メリーランド州の買い物首都」としてチャールズ郡が繁栄することになった。町を通る幹線道のアメリカ国道301号線が「ウォルドーフ・モーター・マイル」を歌っており、主に北行きの道路沿いにカーディーラ店が並んでいる。2005年、ウォルドーフは3番目の高校ノースポイント高校を開校し、先進的な科学技術の教育を始めた。24時間スポーツ施設とアイススケート・リンクのキャピタル・クラブハウスも同年にオープンした。2014年には4番目の高校としてセントチャールズ高校が開校した。トマス・ストーン高校もウォルドーフの町内にある。さらに南メリーランド・カレッジの分校もある。2006年、ショッピングセンターをさらに2か所建設する案が公表された。その1つは高級志向であり、「ライフスタイル」のレイアウトで客を呼ぶ考えである。ウェスタン・パークウェイと州道228号線（ベリー道路）の交差点に中層ビルを建てるオフィスパークの建設が始まった。そこには2010年にレジデンス・インがオープンし、その道路向かいには別の新しいホテルがオープンした。マイナーリーグ野球チームのサザンメリーランド・ブルークラブスがウォルドーフを本拠地にしている。

## 地理
ウォルドーフは北緯38度38分46秒 西経76度53分54秒 / 北緯38.64611度 西経76.89833度 (38.646173, -76.898217に位置している。
アメリカ合衆国国勢調査局に拠れば、領域全面積は36.5平方マイル (94.5 km2)であり、このうち陸地36.2平方マイル (93.8 km2)、水域は0.27平方マイル (0.7 km2)で水域率は0.72%である。
ウォルドーフの大半は平坦であり、特に東部が平坦である。西には小さな丘陵があり、南部と東部の多くは湿地であり、池や水流には多様な野生生物が生息している。森林はオークや松の木が多い。

### 農業
ウォルドーフは急速に発展した都会化地域ではあるが、町は農場に囲まれている。以下の農園がある。
- シュラゲル農園、主要なイチゴ農場、アンガス・ビーフと共に野菜や花きも出荷する[12][13]
- ミドルトンズ・シーダーヒル農園[14]
- ミドルトンマナー農園[15][16]

かつては南メリーランドの主要作物だったタバコはほとんど生産されなくなった。ほとんどの地域の農夫は1990年代にメリーランド州政府の買い上げを受け入れた。

### 周辺の町
ウォルドーフの近隣には次の場所がある。北はプリンスジョージズ郡、西はベンズビル（CDP)、南はラプレイタ町である。東は北から南にシーダービル州立公園、マルコーム（未編入の町）、ブライアンタウン（CDP）が並ぶ。

### 気候
ウォルドーフ地域の気候は暑く湿気た夏と温暖または冷涼な冬が特徴である。ケッペンの気候区分では温暖湿潤気候区にあり、略号は Cfa である。

## 人口動態

### 2010年国勢調査
| 人種別人口と構成比、ウォルドーフ、2010年 |            |             |
| 人種                                     | 人口（人） | 構成比（%） |
| 総計                                     | 67,752     | 100         |
| アフリカン・アメリカン                   | 36,152     | 53          |
| 白人                                     | 24,052     | 35          |
| ヒスパニック                             | 3,972      | 5           |
| 混血                                     | 3,078      | 4           |
| アジア人                                 | 2,664      | 3           |
| その他の人種                             | 1,382      | 2           |
| 3人種以上                                | 446        | < 1%        |
| ネイティブ・アメリカン                   | 363        | < 1%        |
| [ 18 ]                                   |            |             |

### 2000年国勢調査
以下は2000年国勢調査による人口統計データである。
| 基礎データ - 人口: 22,312 人 - 世帯数: 7,603 世帯 - 家族数: 5,991 家族 - 人口密度: 674.1人/km2（1,746.0 人/mi2） - 住居数: 7,827 軒 - 住居密度: 236.5軒/km2（612.5 軒/mi2） 人種別人口構成 - 白人: 61.11% - アフリカン・アメリカン: 31.98% - ネイティブ・アメリカン: 0.54% - アジア人: 2.59% - 太平洋諸島系: 0.02% - その他の人種: 0.88% - 混血: 2.88% - ヒスパニック・ラテン系: 2.91% | 年齢別人口構成 - 18歳未満: 30.6% - 18-24歳: 7.5% - 25-44歳: 36.4% - 45-64歳: 20.7% - 65歳以上: 4.8% - 年齢の中央値: 33歳 - 性比（女性100人あたり男性の人口） - 総人口: 94.4 - 18歳以上: 90.8 世帯と家族（対世帯数） - 18歳未満の子供がいる: 45.5% - 結婚・同居している夫婦: 58.6% - 未婚・離婚・死別女性が世帯主: 15.5% - 非家族世帯: 21.2% - 単身世帯: 14.8% - 65歳以上の老人1人暮らし: 2.2% - 平均構成人数 - 世帯: 2.93人 - 家族: 3.24人 | 収入と家計 - 収入の中央値 - 世帯: 68,869米ドル（2007年推計では86,901ドル） - 家族: 71,439米ドル（2007年推計では94,432ドル） - 性別 - 男性: 45,293米ドル - 女性: 35,386米ドル - 人口1人あたり収入: 24,728米ドル - 貧困線以下 - 対人口: 4.4% - 対家族数: 2.7% - 18歳未満: 6.4% - 65歳以上: 2.2% |

## 交通
ウォルドーフを通り主要道路は以下の通りである
- アメリカ国道301号線、北のブランディワインから南のラプレイタに抜ける南北方向道路、沿線にはショッピングセンター、レストラン、カーディーラーなどの企業が並ぶ。

ハリー・W・ナイス知事記念橋はウォルドーフからバージニア州に繋がる301号線を渡している。この橋は古く、2車線と狭いが、それでも東海岸を長距離で移動する人々が、渋滞の多い州間高速道路95号線/同495号線（ウッドロウ・ウィルソン橋）の代替路として使っている。今後の交通状況により、ウォルドーフの西か東を抜けるバイパス、あるいはウォルドーフで立体交差する道路を造る可能性がある。
- メリーランド州道5号線（レナードタウン道路）、北のブランディワインで国道301号線と合流し、郡境で分かれ、ウォルドーフはマッタウーマン・ビーンタウン道路でバイパスする。ワシントンD.C.から出ており、ヒューズビルを経てメリーランド州の南端に向かう。野球のマイナーリーグチーム、サザンメリーランド・ブルークラブスのスタジアムは、州道5号線からビリングスレー道路を経て行くことができる。マッタウーマン・ビーンタウン道路、セントチャールズ・パークウェイ、レナードタウン道路の交差点から西に国道301号線での終端まで小さな事業回廊がある。
- メリーランド州道228号線（ベリー道路）、アクーキークにある州道210号線（インディアンヘッド・ハイウェイ）との交差点で始まり、ウォルドーフの西部の大半を抜け、ウォルドーフの中心、州道228号線、同5号線産業道路、国道301号線の交差点が東端となる。アクーキークにある州道228号線と同210号線の交差点は、アメリカ合衆国に6か所しかない連続流交差点の1つである。
- メリーランド州道925号線、オールド・ワシントン道路とも呼ばれる。国道301号線にほご並行して南北方向に走る,
- セントチャールズ・パークウェイ、ウォルドーフの東部にあり、ホワイトプレーンズ地域公園を抜ける景観の良い道路である。春から秋にかけてウォルドーフで最も美しい道路と言われることもある。2008年、郡庁所在地のラプレイタまで延伸され、この区間では国道301号線の代替路となっている。

公共交通はチャールズ郡が運営する「バン・ゴー」バス体系で提供されており、ウォルドーフを含む郡内の大半で運行され、隣接するセントメアリーズ郡交通システムと接続する便もある。メリーランド交通管理局は4つの通勤路線を走らせており、ワシントンD.C.中心街まで通勤客を運んでいる。路線の1つはケラー交通、他の3路線はディロンズ交通が運行している。利用者は急速に増加している。ウォルドーフの町中にはパーク・アンド・ライドの拠点が7か所ある。セントチャールズ・タウンセンターに2か所、セントチャールズ・タウンプラザに1か所、スモールウッド・ドライブと国道301号線に1か所、スモールウッド・ビレッジセンターに1か所、リージェンシー・ファニチャー・スタジアムに1か所である。

### 自動車交通
ウォルドーフの自動車交通は通常混雑しており、州は国道301号線をウォルドーフの西にバイパスさせる方法を評価している。バージニア州とメリーランド州を抜ける国道301号線は同17号線と共に、渋滞する州間高速道路95号線の代替路として使われている。ウォルドーフのベッドタウンとしての性格、および町内に重要な産業が無いことから、朝の通勤時間帯は北のワシントンD.C.に向かう道路が大変混雑する。金曜日から日曜日は買い物客で双方向が混雑する。その多くは他の郡から来訪する客である。州道228号線と国道301号線、コミュニティ・ドライブの交差点、ベリー道路）のウェスタン・パークウェイまでの西行き、セントパトリックス・ドライブ近く、セントチャールズ・タウンセンターを囲むモール・サークル、隣接するカリントンに近いスモールウッド・ドライブが混雑する道路である。自動車交通はウォルドーフの南部で多い。

## スポーツ
| クラブ名                           | 所属リーグ                   | 競技場                                   | 設立年 | 優勝歴 |
| ---------------------------------- | ---------------------------- | ---------------------------------------- | ------ | ------ |
| サザンメリーランド・ブルークラブス | アトランティックリーグ、野球 | リージェンシー・ファニチャー・スタジアム | 2008年 | 0      |